# Ilsbach
Ilsbach ist ein Ortsteil der Ortsgemeinde Kleinich im Landkreis Bernkastel-Wittlich in Rheinland-Pfalz.

## Geographie

### Geographische Lage
Die nächsten größeren Orte sind Traben-Trarbach, Morbach und Bernkastel-Kues. Der Flughafen Frankfurt-Hahn ist 15 km, Trier 65 km entfernt. Drei Kilometer an Thalkleinich vorbei verläuft die Hunsrückhöhenstraße.

### Nachbarorte
Zusammen mit Thalkleinich, Oberkleinich, Fronhofen, Götzeroth, Emmeroth und Pilmeroth bildet Ilsbach die Gemeinde Kleinich. Rechnet man noch Hochscheid hinzu, entsteht das Kirchspiel Kleinich. Ein anderer Nachbarort ist Wederath.

## Geschichte
Ilsbach, das früher zur Grafschaft Sponheim gehörte, wurde 1337 als Oylspach erwähnt. Spätere Schreibweisen waren Lude van Huilspach (1339) und Ulßpach (16. Jahrhundert).
Bis 1974 war Ilsbach eine eigenständige Gemeinde. Im Rahmen der Mitte der 1960er Jahre begonnenen Verwaltungsreform in Rheinland-Pfalz wurde am 17. März 1974 aus Ilsbach und weiteren sechs Gemeinden die heutige Ortsgemeinde Kleinich neu gebildet. Ilsbach hatte 1974 insgesamt 34 Einwohner.
Der Anteil der evangelischen Christen lag 2008 bei 71,8 %, 1925 bei 100 %.

## Politik

### Ortsbezirk
Der Gemeindeteil Ilsbach ist gemäß Hauptsatzung zusammen mit Götzeroth einer von sieben Ortsbezirken der Ortsgemeinde Kleinich. Er wird politisch von einem Ortsvorsteher vertreten, während auf die Bildung eines Ortsbeirats verzichtet wurde. Zu den bisherigen Ortsvorstehern siehe unter Götzeroth.

### Ehemaliges Wappen
| Wappen von Ilsbach | Blasonierung: „In Grün ein silberner Pfahl im Wellenschnitt, darin ein grünes I.“ |
| Wappen von Ilsbach | Wappenbegründung: Das Wappen ist redend. Der ausgebrochene Wellenpfahl zeigt ein „I“, den Anfangsbuchstaben des Ortsnamens, und bezieht sich auf den zweiten Teil des Namens. Die grüne Farbe des Wappens weist auf die Landwirtschaft hin. |

## In Ilsbach geboren
- Brigitte Antes (* 1951), Autorin